# Tapes rhomboideus
La almeja roja (Venerupis rhomboides) es una especie de molusco bivalvo marino perteneciente a la familia de los Venéridos (Veneridae), del orden Veneroida.

## Morfología
Tiene una concha sólida, equivalva pero no equilateral (el umbo está desplazado hacia la parte anterior) y perfil ovalado. Presenta líneas de crecimiento finas. La charnela tiene tres dientes cardinales en cada valva, algunos bífidos.
Su color típico es rojiza, de tonos cremas a rojizo o castaño, normalmente con rayas, manchas o bandas quebradas más oscuras que el color de fondo.

## Hábitat y biología
En Galicia abunda en las Rías Bajas. Vive enterrada en los fondos de arena y grava, desde la franja infralitoral hasta los 200 m de profundidad.

## Aprovechamiento pesquero y comercial
Se marisquea con raños desde la embarcación.
Se cocina y  consume como las otras almejas, aunque esta es menos apreciada. La carne se endurece si se prolonga su cocción. También se utiliza para conserva.